# Mastino napoletano
Mastino napoletano eller blot Mastino er en stor hunderace fra Italien.